# Haisyn (huyện)
Huyện Haisyn (tiếng Ukraina: Гайсинський район, chuyển tự: Haisyns'kyi raion) là một huyện của tỉnh Vinnytsia thuộc Ukraina. Huyện Haisyn có diện tích 1102 km², dân số theo điều tra dân số ngày 5 tháng 12 năm 2001 là 64855 người với mật độ 59 người/km2. Trung tâm huyện nằm ở Haisyn.